# Векша (приток Шелони)
Ве́кша — река в Шимском районе Новгородской области России. Принадлежит бассейну Балтийского моря. Длина — 23 км, площадь бассейна — 62 км².
Берёт начало в болотистой местности в 15 км южнее Шимска. Справа впадает в Шелонь в 9 км от её устья.
На берегах реки расположены деревни (от истока к устью): Райцы, Бараново, Подгощи, Усполонь. В районе Усполони река пересекается автодорогой Шимск—Старая Русса.